# Horst Leptin
Horst Leptin (* 16. Januar 1927 in Hamburg; † 13. August 2017 ebenda) war ein deutscher Mathematiker.

## Leben
Nach einem Studium der Mathematik mit den Nebenfächern Physik und Philosophie an der Universität Hamburg (1952: Diplom in Mathematik, Promotion 1954 bei Ernst Witt, Habilitation 1957) war er wissenschaftlicher Assistent in Münster und Hamburg, wo 1963 zum außerplanmäßigen Professor ernannt wurde. 1965 wurde er auf einen Lehrstuhl für angewandte Mathematik an die Universität Heidelberg berufen. Im Jahr 1971 wurde er zum ordentlichen Professor für Mathematik an der Universität Bielefeld ernannt. Dort wurde er 1992 emeritiert.

## Schriften (Auswahl)
- Über eine Klasse linear kompakter Abelscher Gruppen. Hamburg 1953, OCLC 720339115.
- mit Jean Ludwig: Unitary representation theory of exponential Lie groups. Berlin 1994, ISBN 3-11-013938-3.